# Тормозящий узел
Тормозя́щий у́зел — узел, предназначенный для торможения верёвки при прохождении её через карабин или блок при спуске груза. Позволяет регулировать силу торможения верёвки. Может быть использован в качестве страховки. В некоторых случаях может заменить собой схватывающий узел. Меньше скользит (если закреплён на опоре).

## Перечень
- Восьмёрка (петля)[6] — серия из узлов на середине верёвки для увеличения трения о край трещины
- Мяч[7] — серия из узлов на середине верёвки для увеличения трения о край трещины
- Узел Гарда[8] — тормозящий узел при спуске пострадавшего или груза при спасательных работах
- Узел двойной УИАА[9] — для контролируемого спуска грузов
- Зигзаговый узел — для утягивания груза в кузове грузовика
- Узел Мунтера мула[1] — для контролируемого спуска грузов и безопасной остановки
- Штык с обносом[5] — снижает скольжение по опоре при частом изменении направления тяги
- Узел стремя[10] — для торможения верёвки и временной остановки
- Узел УИАА[11] — для контролируемого спуска
- Карабинный тормоз — система из карабинов и альпинистских верёвок, предназначенная для спасательных работ, когда необходимо обеспечить протравливание нагруженных верёвок силами одного-двух человек
- Радиум — для спуска особо тяжёлых грузов, а также для создания «плавающего» закрепления системы страховки или полиспаста к станции

## Применение

### В альпинизме
- Тормозящие узлы применяют в альпинизме для торможения верёвки при спуске груза
- Для страховки

### В туризме
- При спасательных работах

### В морском деле
- В морском деле тормозящие узлы применяют для крепления троса к рангоуту с целью предотвратить скольжение

### В быту
- Тормозящий узел применяют в быту для закрепления груза в кузове грузового автомобиля